# Богденешть (комуна, Сучава)
Богденешть, Богденешті (рум. Bogdănești) — комуна у повіті Сучава в Румунії. До складу комуни входить єдине село Богденешть.
Комуна розташована на відстані 325 км на північ від Бухареста, 31 км на південь від Сучави, 102 км на захід від Ясс.

## Населення
За даними перепису населення 2002 року у комуні проживали 3966 осіб.
Національний склад населення комуни:
| Національність | Кількість осіб | Відсоток |
| -------------- | -------------- | -------- |
| румуни         | 3965           | > 99,9%  |
| угорці         | 1              | < 0,1%   |

Рідною мовою назвали:
| Мова      | Кількість осіб | Відсоток |
| --------- | -------------- | -------- |
| румунська | 3965           | > 99,9%  |
| угорська  | 1              | < 0,1%   |

Склад населення комуни за віросповіданням:
| Релігія       | Кількість осіб | Відсоток |
| ------------- | -------------- | -------- |
| православні   | 3588           | 90,5%    |
| п'ятдесятники | 8              | 0,2%     |
| бретрени      | 3              | 0,1%     |
| римо-католики | 1              | < 0,1%   |

## Зовнішні посилання
- Дані про комуну Богденешть на сайті Ghidul Primăriilor [Архівовано 15 травня 2012 у Wayback Machine.]